# Samsung Galaxy S III mini
A Samsung Galaxy S III mini a Samsung érintőképernyős okostelefonja. 2012 októberében mutatták be, majd egy hónappal később, novemberben kezdték az árusítását. Négyhüvelykes Super AMOLED kijelzővel, 1 GHz-es kétmagos processzorral, 1 GB-os beépített memóriával, valamint egy 5 megapixeles hátlapi kamerával és egy VGA előlapi kamerával látták el.
Módosított változata a 2013 márciusában bemutatott Samsung Galaxy Express, amelyet 4,5 hüvelykes kijelzővel szereltek fel és alkalmas az LTE, NFC és 4G adatátvitelre.